# Brendon Smith
Brendon Peter Smith (* 4. Juli 2000 im Bundesstaat Queensland) ist ein australischer Schwimmer. Er erhielt bei Olympischen Spielen eine Bronzemedaille und bei Weltmeisterschaften eine Silbermedaille. Hinzu kam eine Silbermedaille bei Commonwealth Games.

## Karriere
Brendon Smith schwamm 2021 für den Nunawading Swim Club.
Bei der Universiade 2019 in Neapel trat Smith als Student der La Trobe University in Melbourne an. Smith belegte den achten Platz über 400 Meter Lagen und gewann die Bronzemedaille mit der 4-mal-200-Meter-Freistilstaffel.
Nach dem durch die COVID-19-Pandemie bedingten Ausfall fast aller Meisterschaften im Jahr 2020 fanden erst 2021 die Olympischen Spiele in Tokio statt. Über 400 Meter Lagen schwamm Smith in 4:09,27 Minuten die schnellste Vorlaufzeit, der achtschnellste der Vorläufe erreichte 4:10,20 Minuten. Im Finale blieb nur Chase Kalisz aus den Vereinigten Staaten unter der Zeit des Vorlaufachten und siegte vor seinem Landsmann Jay Litherland. In 4:10,38 Minuten schlug Brendon Smith als Dritter an, eine Zehntelsekunde hinter Litherland. Über 200 Meter Lagen schied Smith als 22. der Vorläufe aus.
2022 siegte Smith bei den australischen Meisterschaften auf beiden Lagenstrecken. Bei den Weltmeisterschaften 2022 in Budapest wurde Smith Fünfter mit fast vier Sekunden Rückstand auf Chase Kalisz, der die Bronzemedaille gewann. In der 4-mal-200-Meter-Freistilstaffel belegten Elijah Winnington, Zac Incerti, Samuel Short und Mack Horton den zweiten Platz hinter dem Quartett aus den Vereinigten Staaten. Brendon Smith war im Vorlauf angeschwommen und erhielt gleichfalls eine Silbermedaille. Einen Monat nach den Weltmeisterschaften fanden in Birmingham die Commonwealth Games statt. Über 400 Meter Lagen siegte der Neuseeländer Lewis Clareburt mit 1,45 Sekunden Vorsprung vor Brendon Smith. Über 200 Meter Lagen belegte Smith den fünften Platz und über 200 Meter Schmetterling den achten Platz. Im Dezember 2022 bei den Kurzbahnweltmeisterschaften in Melbourne erhielt Smith eine Silbermedaille für seinen Vorlaufeinsatz in der 4-mal-200-Meter-Freistilstaffel.
Bei den Weltmeisterschaften 2023 in Fukuoka wurde Brendon Smith Fünfter über 400 Meter Lagen und hatte eine Sekunde Rückstand auf die Bronzemedaille. Über 200 Meter Lagen schied er im Halbfinale aus. 2024 bei den Olympischen Spielen in Paris schied Smith über 400 Meter Lagen als 13. der Vorläufe aus.